# Alpha Condé
Alpha Condé, född den 4 mars 1938, är en guineansk politiker och ledare för Rassemblement du Peuple de Guiné (RPG). Han var Guineas president mellan 2010 och 2021, då han avsattes i en statskupp.

## Biografi
Condé är etnisk malinke. Han var länge oppositionsledare i landet, och fängslades som sådan flera gånger. 1993 ställde han upp i det första presidentvalet som hölls i Guinea efter att flerpartisystem infördes i landet. Han fick knappt 20 procent av rösterna och besegrades av Lansana Conté. I 1995 års parlamentsval blev Condés parti RPG näst störst, men president Contés parti fick egen majoritet. Båda valen var ifrågasatta.
I 1998 års presidentval blev Condé trea och Lansana Conté omvaldes. Strax efter valet greps Condé och dömdes på politiska grunder till fem års fängelse. 2001 blev han benådad och gick i exil i Frankrike. Först 2005 återvände han till Guinea.
Då Lansana Conté avled 2008 tog en militärjunta makten. I presidentvalet 2010 fick Condé i den första omgången 18 procent av rösterna, medan den tidigare premiärministern Cellou Dalein Diallo fick 44 procent. I den andra valomgången, den 7 november 2010, vann emellertid Condé med 52,52 % av rösterna mot Diallos 47,48 %. Valet präglades av våldsamheter och spädde på konflikten mellan folkgrupperna malinke och fulani, som Diallo tillhör. Valet av Condé skapade viss optimism hos landets befolkning, eftersom han hade varit en viktig oppositionell figur mot landets tidigare militärstyre. Han förespråkade en vänsterstyrd ideologi och förhoppningar fanns om en demokratisk utveckling av Guinea. Condé kom emellertid att i stället röra sig åt ett auktoritärt håll. 2011 utsattes han för ett kuppförsök.
Presidentvalet 2015 präglades av våldsamheter, men valet godkändes ändå av internationella observatörer. Condé segrade med 58 procent av rösterna. Han ställde därefter upp i presidentvalet också 2020, efter att ha ändrat författningen för att kunna sitta mer än två mandatperioder. Enligt den förra författningen kunde en president endast sitta i två mandatperioder om fem år, vilket ändrades till två mandatperioder om sex år. Denna ändring ledde även till att Condés tidigare mandatperioder vid makten ströks och han kunde ställa upp i valet igen. Förslaget till ny författning ledde till kraftiga protester, och minst 60 personer dog i samband med demonstrationer 2019–2020. Ändå genomfördes en folkomröstning och författningsändringen godkändes. I presidentvalet, som hölls i oktober 2020 besegrade han återigen Diallo, nu med 59 procent av rösterna. Den 5 september 2021 ägde en militärkupp rum mot Condé, och hans regering störtades.
Den 9 december 2022 publicerade USA:s finansminister en lista över mer än fyrtio personer som belagts med sanktioner för korruption och kränkningar av mänskliga rättigheter, bland dem  Alpha Condé.